# Црно патуљасто бодљикаво прасе
Црно патуљасто бодљикаво прасе или Купманово бодљикаво прасе (лат. Coendou nycthemera, енгл. black dwarf porcupine, Koopman's porcupine) је сисар из реда глодара (Rodentia) и фамилије бодљикавих прасића Новог света (Erethizontidae).

## Угроженост
Подаци о распрострањености ове врсте су недовољни.

## Распрострањење
Ареал врсте је ограничен на једну државу. Бразил је једино познато природно станиште врсте.

## Станиште
Станиште врсте су шуме.